# L'arpa de Déu
L'Arpa de Déu és el nom d'un llibre escrit per Joseph Rutherford i publicat l'any 1921 per la Societat Watch Tower de 384 pàgines, amb el propòsit de ser una ajuda per estudiar la Bíblia. El llibre fou traduït a 22 idiomes i amb el temps arribar a una tirada de quasi 6 milions d'exemplars. La publicació de "L'Arpa de Déu" fou un resum dels set toms escrits per Charles Taze Russell, i el sèptim El misteri acabat, escrit sota la presidència de Rutherford.

## Contingut
La publicació explica la interpretació peculiar que tenen els Testimonis de Jehovà de la història humana a la llum de la Bíblia i el seu desenvolupament durant el segle xx.
El contingut es presentava com "deu cordes de l'Arpa de Déu, la Bíblia". Aquestes 'cordes', mostraven i consideraven els temes: 
1. -La Creació,
2. -Manifestació de Justícia,
3. -La Promesa d'Abraham,
4. -El Naixement de Jesús,
5. -El Rescat,
6. -La Resurrecció,
7. -El Misteri Revelat,
8. -La Tornada de Nostre Senyor,
9. -La Glorificació de l'Església i
10. -La Restauració.